# Trematodon amoenus
Trematodon amoenus är en bladmossart som beskrevs av Stone och G. A. M. Scott in G. A. M. Scott 1976. Trematodon amoenus ingår i släktet tranmossor, och familjen Bruchiaceae. Inga underarter finns listade i Catalogue of Life.